# Ян Тарло

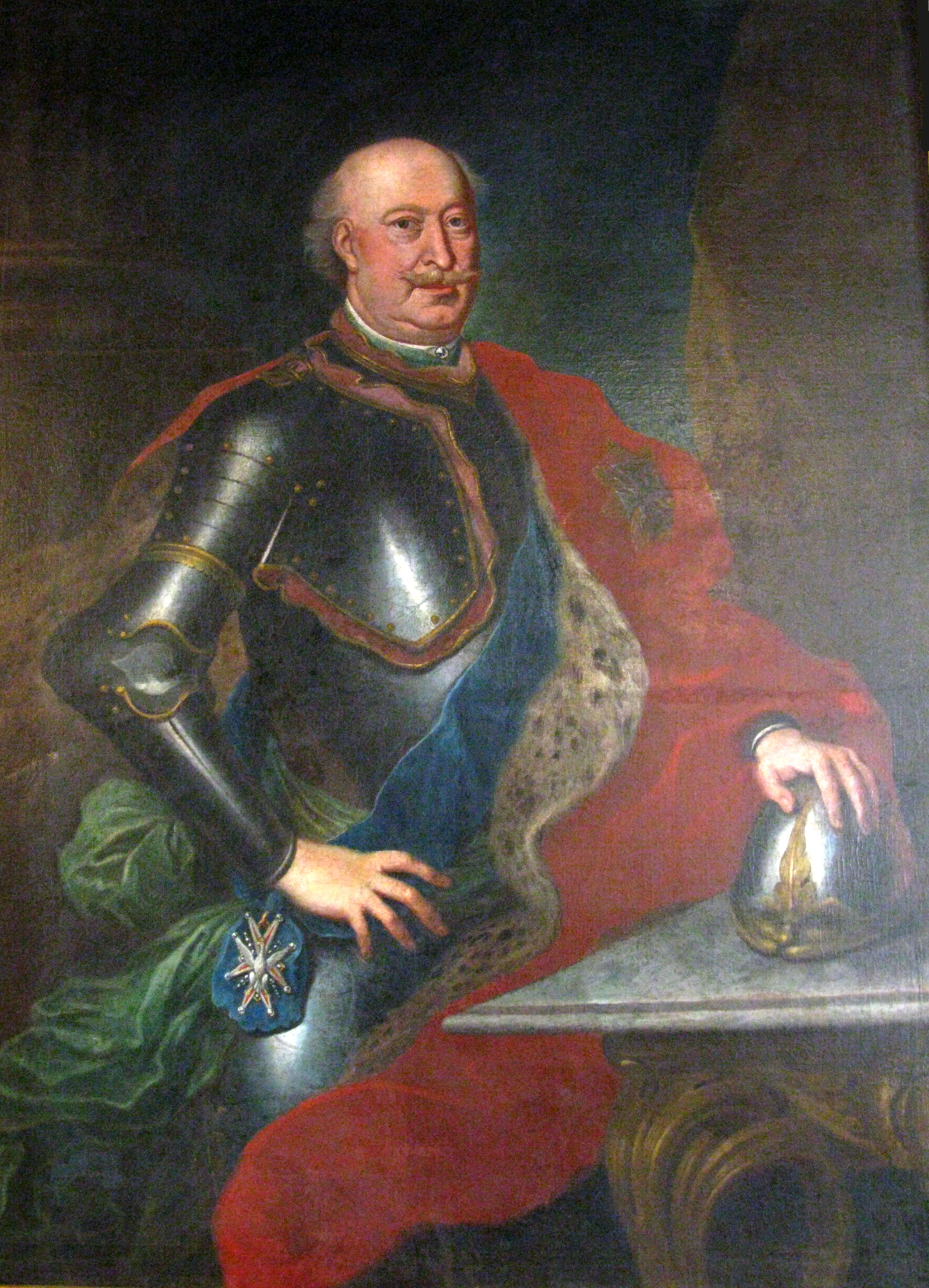
Портрет Яна Тарла

Ян Тарло гербу Топор (пол. Jan Tarło; 1684 — 5 січня 1750, Ополе-Любельське) — державний і військовий діяч Речі Посполитої.

## Біографія

Герб Топор

Представник польського шляхетського роду Тарлів гербу Топор. Один з найвпливовіших магнатів Речі Посполитої першої половини XVIII століття. Перебував у родинних стосунках з родами Любомирських, Мнішеків, Потоцьких.
Був сином люблінського воєводи Станіслава Тарла (†1705) та його другої дружини Терези Дунін-Борковської. Навчався у Франції, перебував при дворі короля Людовика XIV. Неодноразово обирався послом сеймів Речі Посполитої, чотири рази був маршалком Головного Коронного Трибуналу. В 1717 отримав придворний чин підстолія великого литовського. Того ж року стає маршалком Коронного Трибуналу. Посол від сандомирського воєводства на сейм 1718 року. В 1719 став воєводою люблінським, а в 1736 — сандомирським. За рішенням сейму 1726 року очолив дипломатичну місію до папи римського.
Генерал-лейтенант військ Королівства Польського та шеф-комендант ланового регіменту. Учасник Тарногородської конфедерації. Належав до числа політичних опонентів короля Августа III, був прихильником короля Станіслава І Лещинського в 1704 і 1710 рр. і його повторного обрання на престол Речі Посполитої в 1733 р. У 1734 р. — один з організаторів Дзіковської конфедерації на захист короля Станіслава І Лещинського, де обіймав посаду генерального коронного регіментаря (1733–1735)
Під час війни за Польську спадщину 1733–1735 років з об'єднаною коаліцією Росії і Австрії командував коронним військом, відправленим на допомогу Гданську, який перебував в облозі російсько-саксонськими загонами. 8 квітня 1734 в ході деблокування Гданська брав участь у битві з російською армією під Височином. Пізніше належав до прихильників магнатського роду Потоцьких, противників «Фамілії». Під час гродненського сейму (1744) Прусія висувала його кандидатуру на польську корону, однак сейм було зірвано через послів, підкуплених Прусією.
Кавалер Ордена Білого Орла (1719 рік).
Помер безпотомно та похований в костьолі Вознесіння Діви Марії в м.Ополе-Любельське.

## Посади, звання
Підстолій великий литовський (з 1717 р.), воєвода люблінський (з 1719 р.) і сандомирський (з 1736 р.), староста генеральний подільський («генерал земель подільських») (з 1728 р.), маршалок Головного Коронного Трибуналу, староста летичівський, медицький, сокальський, ясельський, грабовецький; повітовий кросненський, генерал-лейтенант коронних військ (1724 р.), шеф і комендант першого ланового регіменту (з 1729 р.).

## Майно
Був сьомом з-поміж найзаможніших магнатів Речі Посполитої того часу. Володів 4 містечками і 66 сілами (загальна сума річного прибутку становила 101 926 злотих 26 грошів), а також заставними 1 містом і 36 селами (Островки, Козліки на Влоках, Ляшки, Сальнік, Ковальовці, Тополяни, Поток, Гозна, Ковпаки, Малинка, Ольшанка, Тильвіці, Рафалівка, Кам'янка, Звєрки, Загурчани, Кухарівка, Скрибіче, Любніки, Пассинки, Новосади, Кудричі, Германівка, Германівська Волька, Куряни, Охрімовичі, Сєшки, Олєксіце, Татарівці, Криниці, Галіцькє, Добжиновка, Малі Фільварки, Великі Фільварки, Нова Воля, Гнєцюцки), фільварки Нєводніца, Германівка, Б'яли Сточек, Рафалівка, Камйонка, Добжиновка, Тополяни, Малинка, Тильвіца, Кухарівка, Плосковський і Заблудівський.

## Родина
Був одружений чотири рази, помер бездітним.
- Маріанна Любовецька (пол. Marianna Lubowiecka) († після 1726) — розлучені 1717 року
- Ельжбета Моджевська (пол. Elżbieta Modrzewska) (†1728) — одружився з нею після 1720 року
- Ельжбета Браницька (пол. Elżbieta Branicka) (†1746) — одружився в 1732 році. Вона була вдовою по старості сокальському Францішку Ксаверію Потоцькому (†1731). Її батьками були підляський воєвода Стефан Миколай Браницький та Катерина Схоластика Сапєга.[3]
- Зофія Красінська (пол. Zofia Krasińska) (1719 -†1790) — одружився з нею в 1746 році. Її батьками були каштелян вісліцький Александер Красінський (†1730) та Саломея Тшцінська. Близько 1754 року, овдовівши, Зофія вийшла заміж вдруге за краківського каштеляна князя Антонія Любомирського (1718 -† 1782, його друга дружина).